# World War II: Frontline Command
World War II: Frontline Command est un jeu vidéo de tactique en temps réel développé par Bitmap Brothers et publié par Strategy First en 2003 sur PC. Le jeu se déroule pendant la Seconde Guerre mondiale et met le joueur aux commandes de petits détachements des forces alliées lors des opérations importantes de la guerre, du débarquement en Normandie à la chute du troisième Reich. Le jeu se focalise sur l'aspect tactique des combats et met de côté la gestion des ressources et la construction d'infrastructures. Le joueur débute ainsi chaque parti avec un nombre prédéfinis d'unités avec lesquels il doit accomplir ses objectifs sans possibilité de les remplacer ou d'en acquérir de nouvelles. Pour cela, il doit notamment gérer leur moral qui influe sur l'efficacité des troupes. Chaque camp dispose de 23 types d'unités différents inspiré de la réalité historiques. En solo, le jeu propose deux campagnes, pour un total de 25 scénarios. Il propose aussi un mode multijoueur en réseau local ou sur Internet.

## Accueil
| World War II: Frontline Command |      |       |
| Média                           | Pays | Notes |
| Computer Games Magazine         | GB   | 3/5   |
| Computer Gaming World           | US   | 2/5   |
| Gamekult                        | FR   | 5/10  |
| GameSpot                        | US   | 62 %  |
| Jeuxvideo.com                   | FR   | 13/20 |
| Joystick                        | FR   | 6/10  |
| PC Gamer UK                     | GB   | 70 %  |